# Jefferson Airplane
A Jefferson Airplane egy San Franciscó-i rockegyüttes, az LSD inspirálta pszichedelikus rock úttörője.
Az Airplane volt az 1960-as évek közepén, San Franciscóban kialakuló pszichedelikus mozgalom „zászlóshajója”. A San Franciscó-i együttesek közül sok tekintetben volt az első: elsőként játszott egy táncmulatságon – az 1965 októberében, a Longshoremen’s Hallban rendezett happeningen; elsőként kapott szerződést egy nagy kiadótól; elsőként szerepelt a televízióban; az Airplane-nek voltak először slágerei, és ők turnéztak elsőként az USA keleti partvidékén és Európában.
A Jefferson Airplane az 1960-as évek végéig a világ legkeresettebb és legjobban fizetett koncertező együtteseinek egyike volt. Albumaiból rengeteget adtak el (rendre a Top 20-ban szerepeltek), két dala pedig bekerült a Top 10-be. Az együttes 1967-es Surrealistic Pillow című albumát máig „a szerelem nyara” egyik legfontosabb dokumentumának tartják. 1969-es woodstocki fellépésüket a rockzene történetének legemlékezetesebb pillanatai között tartják számon. Az Airplane és utódzenekara, a Jefferson Starship albumaiból az USA-ban 13 és fél millió darabot adtak el.
Az elmúlt évtizedekben az együttes különböző neveken, más-más tagokkal működött: 1974 és 1984 között Jefferson Starship, 1984 és 1990 között Starship, 1992 óta pedig Jefferson Starship – The Next Generation néven. A Jefferson Airplane-hez kevésbé szorosan kötődő két együttes a Hot Tuna és a KBC Band.
Az együttest 1996-ban iktatták be a Rock and Roll Hall of Fame-be.

## Az együttes története

### A kezdetek
A Jefferson Airplane 1965 nyarán alakult meg San Franciscóban, a San Francisco-öböl környékén végbemenő folkzenei forradalom idején. Bár az Airplane-t tipikus San Franciscó-i együttesnek tartották, csak Paul Kantner született a városban.
A csoportot a 23 éves Marty Balin alapította, aki az 1960-as évek elején popénekesi karriert kezdett és több felvételt készített, amiket 1962-ben a Challenge Records adott ki. Balin 1963-1964-ben a The Town Criers folkegyüttes tagja volt; 1965 elején – a The Byrds és a Simon and Garfunkel sikerét látva – elhatározta, hogy saját formációt hoz létre, ami szintén a folk-rockot népszerűsítette volna. Emellett The Matrix néven éjszakai klubot nyitott, ahol együttese felléphetett.
Balin egy másik helyi klubban, a The Drinking Gourdban találkozott Paul Kantnerrel. Kantner Jerry Garciával, David Crosbyval és Janis Joplinnal az 1960-as évek elején tűnt fel az öböl környéki folkzenei színtéren. Saját bevallása szerint zenéjére ekkoriban leginkább a The Kingston Trio és a The Weavers folkegyüttesek hatottak. 1964-ben rövid ideig Los Angelesben élt, ahol David Freiberggel, a Jefferson Airplane és a Jefferson Starship későbbi tagjával alakított duót (Freiberg ezután alapította meg a Quicksilver Messenger Service-t, melynek énekes-basszusgitárosa lett).
Balin szerződtette Kantnert, és együtt kerestek zenészeket a The Matrix házi zenekarához. Miután Balin hallotta Signe Toly Andersont a Drinking Gourdban, felkérte, hogy legyen az együttes második énekese. Anderson 1966 októberében, gyermeke születése után lépett ki az együttesből.
Kantner ezután régi barátját, Jorma Kaukonen bluesgitárost hívta meg alakuló együttesébe. A Washingtonban született Kaukonen az 1960-as évek elején költözött Kaliforniába, Kantnerrel pedig 1962-ben, a Santa Clara Universityn ismerkedett meg. Kaukonen együtt próbált az együttessel, de végleges csatlakozása kérdéses volt. Biztossá csak azután vált, hogy gitárjával kipróbálhatta azt a szalagos késleltetési effektet létrehozó eszközt, amit Ken Kesey használt Acid Test-partijain. A felállást Jerry Peloquin dobos és Bob Harvey basszusgitáros egészítette ki.
A csoport nevének eredetére több magyarázat született. A szlengben a „Jefferson airplane” egy félbetört gyufaszálat jelent, amivel az ujjak megégetése nélkül lehet fogni a túl rövidre szívott marihuánás cigarettát. Egy szóbeszéd szerint innen ered az együttes neve, de Kaukonen azt állította, hogy a nevet – Blind Lemon Jefferson nevének paródiáját – barátja, Steve Talbot találta ki. A gitáros 2007-ben így nyilatkozott:
Volt egy barátom [Talbot] Berkeleyben, aki vicces neveket adott az embereknek. Engem Blind Thomas Jefferson Airplane-nek nevezett (Blind Lemon Jefferson után). Emlékszem, amikor a srácok nevet kerestek az együttesnek és senkinek sem jutott eszébe semmi, azt mondtam: ‘Akartok egy dilis nevet? Ezt figyeljétek!’
A Jefferson Airplane első nyilvános fellépése a The Matrix megnyitóján, 1965. augusztus 13-án volt. Zenéjükre elsősorban a The Beatles, a The Byrds és a The Lovin’ Spoonful hatott, melynek eredményeként hangzásuk a popzene felé közeledett.
Néhány héttel később Peloquin – részben zenésztársai kábítószer-fogyasztása miatt – kilépett az együttesből. Helyét Skip Spence vette át, aki eredetileg énekes-gitáros volt (később ő alapította meg a Moby Grape együttest). Mivel Harveyt nem tartották elég tehetségesnek, 1965 októberében Jack Casady, Kaukonen egyik régi washingtoni barátja lett az új basszusgitáros. Első koncertjét két héttel érkezése után, a berkeleyi egyetemen adta az együttessel.
A zenészek képességei rendkívül gyorsan fejlődtek. Ralph J. Gleason, a San Francisco Chronicle dzsesszkritikusának elismerő írásai nagyban hozzájárultak ahhoz, hogy az együttes San Francisco egyik legismertebb formációja legyen. A The Matrixban adott egyik koncert után Gleason „az egyik legjobb együttes”-nek nevezte az Airplane-t; a kritikus támogatása egyre nagyobb ismertséget szerzett az új együttesnek. Alig három hónappal később menedzserük, Matthew Katz már vezető lemezkiadók ajánlatai közül válogathatott, bár addig az Airplane még nem lépett fel az öböl környékén kívül.
1965 végén két fontos koncert is volt, melyen az együttes szerepelt. Az első az 1965. október 16-án, a Longshoremen’s Hallban tartott happening volt, ahol Gleason először látta az együttest. Ezen a koncerten szerepelt a The Great Society, egy helyi folk rock-együttes is, melynek Grace Slick volt az énekese; Paul Kantner aznap találkozott vele először. November 6-án a San Francisco Mime Troupe javára tartott jótékonysági koncert fő attrakciója az Airplane volt. Ezt az eseményt Bill Graham, az együttes későbbi menedzsere szervezte.
1965 novemberében az együttes szerződést kötött az RCA Victorral, melyben szerepelt egy akkoriban példátlannak számító, 25 000 dolláros előleg is. 1965. december 10-én a The Great Society és más együttesek mellett az Airplane is fellépett Graham új koncertterme, a The Fillmore megnyitóján. Az együttes a Chet Helms által vezetett Family Dog rendezvényein is részt vett.
Az együttes első kislemeze Balin dala, az It’s No Secret volt (amit állítólag Otis Redding ihletett); B-oldalán a Runnin’ ‘Round This World szerepelt, mely az együttes és az RCA első komolyabb nézeteltéréséhez vezetett. Miután 1966 márciusában első albumuk, a Jefferson Airplane Takes Off felvételei elkészültek, Skip Spence kilépett az együttesből. Helyét Spencer Dryden vette át, aki 1966. július 4-én, a Berkeleyi Folkfesztiválon lépett fel először az Airplane-nel.
Menedzserük, Matthew Katz augusztusi elbocsátása 1987-ig tartó pereskedéshez vezetett. Ideiglenes menedzsernek és turnészervezőnek Balin barátját és szobatársát, Bill Thompsont választották. Thompson – az együttes barátja és segítője – korábban a Chronicle-nek dolgozott, és vette rá Gleasont és John Wasserman kritikust, hogy nézzék meg az Airplane-t. Gleasonnek köszönhetően Thompsonnak sikerült fellépési lehetőséget szereznie a Berkeleyi Folkfesztiválon és a Montereyi Jazzfesztiválon.
1966 szeptemberében megjelent a Jefferson Airplane Takes Off. A folkos hangzású albumon az eredeti It’s No Secret és a Come Up the Years mellett John D. Loudermilk Tobacco Roadja és Dino Valente Let’s Get Together című dala is szerepelt. Az album elég sikeresnek bizonyult az USA-ban, ahol aranylemez lett. Az RCA eredetileg 15 000 darabot gyártott belőle, de egyedül San Franciscóban több mint 10 000 darabot adtak el, így a kiadónak újra kellett nyomnia az albumot. Az új kiadáson nem szerepelt a Runnin’ ‘Round This World, mert a kiadó vezetőinek nem tetszett a dalban elhangzó „trip” szó, ami a szlengben drogos „utazást” is jelent. Ugyanilyen indokkal a Let Me In szövegében a „you shut your door; you know where” (becsaptad az ajtód, tudod, hogy hol) helyett „you shut your door; now it ain't fair” (becsaptad az ajtód, ez nem szép), a Run Aroundban pedig „flowers that sway as you lay under me” (a virágok, mik hajladoznak, ahogy alattam fekszel) helyett „flowers that sway as you stay here by me” (a virágok, mik hajladoznak, ahogy mellettem állsz) hallható. A Takes Off eredeti példányai ma már több ezer dollárt érnek.

### Grace Slick csatlakozása
Signe Anderson 1966 májusában szülte meg gyermekét, októberben pedig kilépett az együttesből. Utolsó fellépése az Airplane-nel 1966. október 15-én volt a Fillmore-ban; másnap már utóda, Grace Slick énekelt az együttessel. Slick korábban profi modell volt, az Airplane pedig már jól ismerte: ott volt a The Matrix megnyitóján és a The Great Society gyakran játszott az Airplane előzenekaraként.
Slick szerződtetése kulcsfontosságúnak bizonyult a Jefferson Airplane kereskedelmi sikerében: erőteljes ám hajlékony alt hangja remekül illett az együttes pszichedelikus zenéjéhez, emellett csinos is volt, színpadi jelenléte pedig meghatározó volt a koncerteken.
A The Great Society korábban már felvette a Somebody to Love című dalt (Someone to Love címmel) egyetlen kislemeze, a Free Advice B-oldalára. A felvétel producere Sylvester Stewart (ismertebb nevén Sly Stone) volt, ám így is több mint 50 próbálkozás kellett egy megfelelő felvétel elkészítéséhez. A The Great Society a feloszlás mellett döntött, utolsó koncertjük 1966. szeptember 11-én volt. Slicket ezután Jack Casady hívta meg az Airplane-be; Casady tehetsége fontos szerepet játszott abban, hogy Grace elfogadta az ajánlatot. Grace-t előző szerződéséből 750 dollárért váltották ki.

### Kereskedelmi áttörés
1966 decemberében a Newsweek a Jefferson Airplane-t is megemlítette a pezsgő San Franciscó-i zenei életről szóló cikkében. A cikk az egyik első volt azok közül, melyek nyomán fiatalok ezrei özönlöttek a városba, és amelyek közreműködtek a hippikultúra kiárusításában és anyagi értelemben vett kizsákmányolásában.
1967 elején Bill Graham lett az együttes menedzsere. Januárban Los Angelesbe utaztak, hogy felvegyék következő albumukat, emellett pedig – pályájuk során először – a keleti partvidékre is ellátogattak. 1967. január 14-én a Grateful Dead és a Quicksilver Messenger Service mellett a Jefferson Airplane is fellépett a Golden Gate Parkban rendezett Human Be-In rendezvényen, egy egész napos happeningen, ami a szerelem nyarának egyik fontos előzménye volt.
Az Airplane ebben az időszakban vált nemzetközileg is ismertté. Donovan, aki 1966 elején látta az együttest, megemlítette őket The Fat Angel című dalában, ami az énekes Sunshine Superman című albumán jelent meg.
Második albumuk, a Surrealistic Pillow világraszóló hírnevet szerzett az együttesnek. Producere Rick Jarrard volt, felvételéhez pedig mindössze 13 napra és 8000 dollárra volt szükség. Az album 1967 februárjában jelent meg; március 25-étől több mint egy évig maradt a Billboard listáján, ahol a 3. helyig jutott. A The Beatles Sgt. Pepper’s Lonely Hearts Club Band című korszakalkotó albuma mellett a Surrealistic Pillow az 1967-es „szerelem nyarának” egyik meghatározó dokumentuma. A cím az album „árnyékproducerétől”, Jerry Garciától ered, aki egyszer azt mondta, hogy a hangzása „olyan szürreális, mint egy párna”. Bár a kiadó Garciát közreműködése ellenére nem jelölte producerként, a borítón spirituális tanácsadóként hivatkoztak rá.
Az Airplane két legismertebb dala, a Somebody to Love és a White Rabbit mellett az albumon hallható Skip Spence My Best Friend és Marty Balin Plastic Fantastic Lover című dala, valamint a Balin és Paul Kantner által közösen írt Today. Az együttes korábbi folkos stílusát idézte Jorma Kaukonen Embryonic Journey című instrumentális dala, egyben első szerzeménye az együttes egyik albumán. A felvételre nagy hatást gyakorolt John Fahey „fingerpicking” (ujjal pengető) technikája.
Az albumról kimásolt első kislemez, a My Best Friend nem került fel a listákra, ám a következő kettő az élvonalba repítette az együttest. A Somebody to Love (#5) és a White Rabbit (#8) egyaránt sláger lett, 1967 végére pedig az Airplane világszerte ismertté és az egyik legnépszerűbb és legjobban fizetett amerikai együttessé vált.
1967. június 17-én a Jefferson Airplane a Montereyi popfesztiválon lépett fel. A háromnapos rendezvényen a New York-i, a San Franciscó-i, a Los Angeles-i zenei színtér vezető együttesei és feltörekvő brit együttesek is felléptek. A fesztivál eseményeit megörökítő film révén az addig csak helyi ismertségű művészek nemzetközi hírnévre tettek szert. D. A. Pennebaker Monterey Pop című filmjébe az Airplane két dala, a High Flyin’ Bird és a Today is bekerült.
Az Airplane népszerűségét növelte, hogy több, országosan ismert TV-műsorban is szerepelt. Ilyen volt Johnny Carson Tonight Show-ja az NBC-n és a The Ed Sullivan Show a CBS-en. A The Smothers Brothers Comedy Hour című műsorban adott fellépésüket (a Somebody to Love-ot és a White Rabbitet játszották el) már színesben vették fel és a későbbi években gyakran ismételték. A felvétel azért is említésre méltó, mert bluebox technikával próbálták utánozni az együttes koncertjeinek szerves részét képező pszichedelikus fényshow-t.

### Irányváltás
A Jefferson Airplane felállása 1967 és 1970 között állandó volt. Ebben az időszakban további öt albumot adtak ki, valamint rendszeresen turnéztak az USA-ban és Európában. A Surrealistic Pillow után az együttes zenéje komoly átalakuláson ment keresztül. Új stílusukra leginkább Jimi Hendrix és a Cream hatott, melynek nyomán – több más együtteshez hasonlóan – hangzásuk keményebbé vált, az improvizáció pedig egyre nagyobb szerephez jutott koncertjeiken.
Az együttes harmadik albuma, az After Bathing at Baxter’s 1967. november 27-én jelent meg és a listákon a 17. helyig jutott. A Ron Cobb által tervezett borítón egy Heath Robinson-stílusú, Haight Ashbury-i házat idéző repülőgép látható, amint az amerikai tömegkultúra káosza felett repül el.
Az együttes pszichedelikus rockhoz való elkötelezettségét mutató album névleges producerének, Al Schmittnek kevés beleszólása volt a négy hónapig tartó felvételekbe. Míg az előző albumon hagyományos hosszúságú – 2-3 perces – dalok voltak, a Baxter’s hosszabb, többrészes tételekből állt; az A Small Package of Value Will Come to You, Shortly pedig inkább tekinthető hangkollázsnak, mintsem dalnak. Marty Balin dalszerzői szerepe egyre csökkent; ezt a feladatot Paul Kantner és Grace Slick vette át. Több más dolog mellett Balin egyre kiábrándultabb lett a folyamatos drogozásból és a többiek beképzeltségéből, amit a hirtelen jött siker okozott.
Az album egyúttal az Airplane kislemezlistákon való szereplésének végét is jelentette. Míg a White Rabbit és a Somebody to Love a Top 10-be került, a Baxter’sről kimásolt The Ballad of You and Me and Pooneil csak a 43., a Watch Her Ride pedig a 61. helyig jutott. Az együttes későbbi kislemezei közül egy sem jutott a Top 40-be, néhány pedig még a listákra sem került fel. Ennek egyik oka a rádióadók támogatásának hiánya volt: a többségben levő AM adók nem szívesen játszották olyan együttesek dalait, melyek slágerei alig titkolt kábítószeres utalásokat tartalmaztak, és amiket egyébként is botrányosnak tartottak.
Ennek ellenére a Jefferson Airplane továbbra is rendkívül sikeres „albumorientált” együttes maradt. Az USA-ban 1967 és 1972 között nyolc egymást követő albumuk jutott a Top 20-ba, ezek közül a Surrealistic Pillow és az 1968-as Crown of Creation a Top 10-be is bekerült. Folytatódó – ám kevésbé sikeres – jelenlétük a kislemezlistákon az akkoriban újdonságnak számító FM rádióadóknak volt köszönhető, melyek olyan dalokat is lejátszottak, amiket az AM adók szerkesztői sosem engedtek volna.

### A csúcson
1968 februárjában az együttes szakított Bill Graham menedzserrel, miután Grace Slick ultimátumot adott társainak, hogy vagy Graham megy, vagy ő. Új menedzserük Bill Thompson lett, aki azonnal hozzálátott az együttes pénzügyeinek rendbetételéhez. A szerzői jogok kezelésére létrehozta az Icebag Corp.-ot, és megvette a Golden Gate Parkkal szemben levő Fulton Street 2400 szám alatti húszszobás villát, ahol az együttes irodáit és szállását rendezték be. Ekkor Bill Laudner lett az együttes turnészervezője.
A Jefferson Airplane első jelentős európai turnéjára 1968 második felében került sor, a The Doors társaságában. A turné során Hollandiában, Angliában, Belgiumban, Németországban és Svédországban léptek fel. Egy hírhedt amszterdami koncerten, mialatt az együttes a Plastic Fantastic Lovert játszotta, a hasistól bódult Jim Morrison felment a színpadra és táncolni kezdett. Ahogy az együttes egyre gyorsabban játszott, Morrison körbe-körbe forgott egészen addig, amíg Marty Balin előtt össze nem esett. Morrisont az eset után kórházba szállították, így helyette Ray Manzareknek kellett énekelnie. A turné során Slick és Morrison egyszer le is feküdt egymással, kapcsolatuk azonban baráti maradt.
Az együttes negyedik albuma, az 1968 szeptemberében megjelent Crown of Creation nagyon sikeres volt, a listákon a 6. helyig jutott. Az albumot nyitó Lather című dalt Grace Slick Spencer Dryden 30. születésnapjára írta, és kettejük kapcsolatáról szól. David Crosby Triad című dalát eredetileg a The Byrds The Notorious Byrd Brothers című albumához ajánlotta fel, de témája (ménage à trois, vagyis egy szerelmi háromszög) miatt társai leszavazták az albumról. Slick tüzes, szexet és kábítószereket dicsőítő dala, a Greasy Heart 1968 márciusában kislemezen is megjelent. Az albumra eredetileg fel nem került dalok között van a Would You Like a Snack?, melynek társszerzője Frank Zappa volt.
Ősszel az együttes a The Smothers Brothers című műsorban szerepelt. A fellépésen Grace Slick arcát feketére festették (azt mondta, azért, mert az öltözőben található összes sminket magára akarta kenni), a Crown of Creation című dal végén pedig az énekesnő a Fekete Párducok tisztelgését utánozta: fejét lehajtotta, ökölbe szorított bal kezét pedig a magasba emelte.
1969 februárjában jelent meg az együttes első koncertalbuma, a Bless Its Pointed Little Head. A felvételek a San Franciscó-i Fillmore Westben (október 24–26.) és a New York-i Fillmore Eastben (november 28–30-án, az együttes hagyományos hálaadásnapi koncertjén) készültek. Az album a lista 17. helyéig jutott.
1969. augusztus 17-én, néhány nappal a New York-i Central Parkban adott ingyenes koncert után az együttes a woodstocki fesztiválon lépett fel. Grace Slick így üdvözölte a tömeget: „Rendben van, láttátok már a nehézfiúkat, most jöjjön egy kis reggeli téboly; higgyétek el, ez egy új kor hajnala… Jó reggelt, emberek!” A koncerten Nicky Hopkins zongorista csatlakozott hozzájuk, aki pályája során számtalan más előadóval is együtt játszott. Jeff Tamarkinnak adott 1992-es interjújában Paul Kantner rajongással idézte fel az eseményeket, ám Grace Slicknek és Spencer Drydennek kevésbé szép emlékei voltak.
A koncert másnapján az együttes a The Dick Cavett Show-ban lépett fel. Ezekben a hónapokban vették fel Volunteers című albumukat, melyhez a San Franciscó-i Wally Heider Studios új, 16 sávos keverőpultját használták. A Volunteers volt az utolsó album, melyen az együttes „klasszikus” felállása játszott. Az album 1970 elején a listák 13. helyéig jutott és aranylemez lett. Ez volt az együttes történetének legpolitikusabb nagylemeze, melyen nyíltan véleményt mondtak a vietnámi háborúról és az USA gyorsan változó belpolitikai helyzetéről. Az album legfontosabb dalai közé tartozik a címadó Volunteers, a We Can Be Together, a Good Shepherd és a Wooden Ships, amit Paul Kantner David Crosbyval és Stephen Stillsszel írt. A dal a Crosby, Stills & Nash első albumán is megjelent.
Az RCA nemtetszését fejezte ki a We Can Be Together „up against the wall, motherfucker” sorával szemben. Az együttes úgy kerülte el a cenzúrát, hogy felhívta a figyelmet a Hair ugyancsak RCA által kiadott albumváltozatára, melyen szintén szerepelt a fuck szó.
1969. december 6-án más együttesek mellett az Airplane is fellépett az Altamont Free Concert rendezvényen. A The Rolling Stones által szervezett fesztivált erőszakos események kísérték. A biztonsági feladatokkal megbízott Hells Angels motorosbanda egy tömegverekedésben eszméletlenre verte Marty Balint. A koncert a Rolling Stones műsora nyomán vált hírhedtté: a Hells Angels néhány tagja a színpad előtt leszúrta Meredith Hunter fekete tinédzsert, akinél állítólag egy pisztoly volt. Ez az esemény áll a koncertről készült Gimmie Shelter című dokumentumfilm középpontjában.
1970 februárjában Spencer Dryden otthagyta az együttest. Állítása szerint elege volt a négy évig tartó „LSD-körhintából” és kiábrándítónak találta az altamonti eseményeket: „egyáltalán nem úgy néztek ki, mint a tarka ruhás, boldog hippik. Az egész jobban hasonlított egy Hieronymus Bosch-festményre.” A zenei életbe 1972-ben tért vissza, a Grateful Dead tagjaival alapított New Riders of the Purple Sage dobosaként. Dryden helyét a Los Angeles-i Joey Covington vette át, aki 1969-ben már játszott a Hot Tunával.
Az együttes az év első felében folytatta a turnézást, de abban az évben csak egy kislemezt vettek fel a Have You Seen the Saucers? és a Mexico című dalokkal. Utóbbi nyílt támadás Richard Nixon Operation Intercept akciója ellen, melynek célja az USA-ba irányuló marihuánaszállítás megszüntetése volt. A Have You Seen the Saucers? Kantner első sci-fi-ihletésű dala, melyet több hasonló követett a későbbi években.

### Új utakon
1969-ben Jack Casady és Jorma Kaukonen úgy döntött, hogy visszatérnek a hagyományos blueshoz; új projektjüket Hot Tunának nevezték el. Kezdetben duóként léptek fel, az Airplane koncertjei előtt játszottak el néhány dalt. Az elkövetkező hónapokban az Airplane több tagja és más zenészek – például Joey Covington – is gyakran csatlakoztak hozzájuk.
Az év vége felé Casady és Kaukonen egy teljes egészében akusztikus bluesalbumot vett fel, ami 1970 tavaszán jelent meg. Az első Hot Tuna-album kimondottan sikeres volt, a listákon a 30. helyig jutott. A következő két évben a két zenész egyre több időt fordított a Hot Tunára, ami hozzájárult az Airplane-en belüli ellentétek növekedéséhez.
A Hot Tuna az Airplane új taggal való bővüléséhez is vezetett. Covington az 1960-as évek közepén, Los Angelesben találkozott Papa John Creach dzsessz- és blueshegedűssel. Covington meghívta Creachet az Airplane 1970. október 5-én esedékes koncertjére a Winterland Ballroomba. A koncert sikere nyomán Creach még az Airplane őszi turnéja előtt csatlakozott az együtteshez.
A Winterlandben tartott koncert más szempontból is fordulópont volt az együttes történetében: barátjukra, az előző napon elhunyt Janis Joplinra emlékeztek. Joplin halála miatt Balin, aki közeli barátja volt az énekesnőnek, aznap este nem állt színpadra.
Ebben az időszakban Paul Kantner első, sci-fi-ihletésű szólóalbumán dolgozott az Airplane tagjaival és zenész barátaival. A Blows Against the Empire című album 1970 októberében jelent meg, előadóként pedig a Paul Kantner/Jefferson Starshipet jelölték meg. A Jefferson Starship ezen „prototípusának” David Crosby, Graham Nash, a Grateful Deadből Jerry Garcia, Bill Kreutzmann és Mickey Hart, az Airplane-ből pedig Grace Slick, Joey Covington és Jack Casady volt a tagja. Az albumot 1971-ben a legjobb sci-finek járó Hugo-díjra is jelölték.
A Jefferson Airplane hagyományos, Fillmore Eastbeli hálaadásnapi koncertjével (a rövidéletű Kantner–Balin–Slick–Kaukonen–Casady–Creach–Covington-felállás utolsó koncertjével) és első válogatásalbuma, a The Worst of Jefferson Airplane kiadásával zárta az évet. Az album a Billboard 200 albumlista 12. helyéig jutott.

### Hanyatlás és feloszlás
Az 1971-es év rendkívül mozgalmasnak bizonyult az együttes számára. Grace Slick és Paul Kantner 1970-ben kezdett kapcsolatot, 1971. január 25-én pedig megszületett lányuk, China Wing Kantner. Grace nem sokkal azelőtt vált el első férjétől, de Kantnerrel megegyezett, hogy nem házasodnak össze.
1971 márciusában Marty Balin, az Airplane alapítója és másik énekese hivatalosan is bejelentette, hogy kiválik az együttesből. Bár a koncerteken az után is aktívan szerepelt, hogy kevesebb szerelmes dalt játszottak, súlyosbodó alkoholproblémája miatt, valamint a Kantner–Slick és a Kaukonen–Casady párosok mellett nem maradt helye az együttesben. Barátja, Janis Joplin halála is mélyen megrendítette, ezért megpróbált egészségesebb életet élni. Új hobbija, a jóga, valamint a drogok és az alkohol elutasítása még inkább elidegenítette az együttes többi tagjától, akik továbbra is nagy mennyiségű kábítószert fogyasztottak. Ez a feszültség az új album felvételét is megnehezítette. Balin akkoriban több új dalt is írt, melyek közül az Emergency és a hosszú You Wear Your Dresses Too Short későbbi válogatásalbumokon jelent meg.
1971. május 13-án Grace Slick kis híján halálos kimenetelű autóbalesetet szenvedett, amikor autója egy alagút falának csapódott a Golden Gate híd közelében. Felépülése hónapokig tartott, ezért az Airplane-nek több fellépést is le kellett mondania. Ennek ellenére az együttes továbbra is készített felvételeket. Szeptemberben jelent meg új albumuk, a Bark. Bár ez volt az utolsó az RCA-vel kötött szerződésük lejárta előtt, saját kiadójuk, a Grunt Records első kiadványaként került az üzletekbe. Menedzserük, Bill Thompson végül egyezségre jutott az RCA-vel arról, hogy a Grunt Recordsot az együttes irányítsa, a terjesztést viszont az RCA végezze.
Az albumról kimásolt és kislemezen is kiadott Pretty as You Feel eredetileg egy hosszabb jam volt, melyen Joey Covington, a dal szerzője énekelt. Ez volt az együttes utolsó kislemeze, mely az USA-ban felkerült a slágerlistákra (a 60. helyet érte el). A Bark a listák 11. helyéig jutott – sikeresebb volt, mint a Volunteers.
A Kantner–Slick és a Kaukonen–Casady párosok között még Balin távozása után is komoly személyi és kreatív ellentétek feszültek. (Jorma Kaukonen Third Week in the Chelsea című dalában az együttes elhagyásával kapcsolatos gondolatait fogalmazta meg.) A problémákat tovább súlyosbította a tagok drogfüggősége – különösen Slick alkoholizmusa –, ami nyomán az Airplane egyre megbízhatatlanabbá vált; koncertjeiken – melyekről gyakran elkéstek – sokszor kaotikus állapotok uralkodtak. 1972 elejére az együttes környezetéhez tartozó emberek számára nyilvánvalóvá vált, hogy az Airplane a feloszlás szélén áll.
Az együttes elég sokáig együtt maradt ahhoz, hogy még egy albumot kiadjon. 1972 júliusában jelent meg a sietősen felvett Long John Silver. Ekkorra a tagok már szólóalbumok készítésével is foglalkoztak. A Hot Tuna 1971-ben adta ki második, First Pull Up, Then Pull Down című albumát, ami még az elsőnél is sikeresebb volt. Bár Joey Covington hivatalosan az együttes tagja volt, ideje nagy részében Peter Kaukonennel és a Black Kangarooval saját albumán dolgozott. A Long John Silver dalainak többségén és az albumot népszerűsítő turnén Covington helyett John Barbata dobolt, aki korábban a The Turtlesszel és a CSNY-jal is zenélt. Az album különlegesnek számít borítója miatt, amiből egy szivardobozt lehetett hajtogatni (a belső borítón szárított marihuána képe volt). Az album a listák 20. helyét érte el.
1972 nyarán az együttes több mint egy év után újra turnézni kezdett. Slick mellett az új énekes Kantner régi barátja, David Freiberg lett. A turné keretében ingyenes koncertet adtak a New York-i Central Parkban, ahol mintegy 50 000 ember hallgatta az együttest.
Szeptemberben visszatértek a nyugati partra, San Diegóban, Hollywoodban és Albuquerque-ben léptek fel. A turné utolsó állomása a San Franciscó-i Winterland Ballroom volt, ahol 1972. szeptember 21-én és 22-én adtak koncertet, melyekről felvétel készült. A második koncert végén Marty Balin csatlakozott az együtteshez, hogy elénekelje a Volunteers és a You Wear Your Dresses Too Short című dalokat.
Bár hivatalosan sosem jelentették be, a winterlandi koncertek voltak az együttes utolsó fellépései az 1989-es turné előtt. 1972 végére Casady és Kaukonen otthagyta az együttest, hogy a Hot Tunával foglalkozzanak, és hogy több idejük maradjon gyorskorcsolyázásra, amit Freiberg ajánlott a csapatszellem megőrzése érdekében. Freiberg Slickkel és Kantnerrel készítette el a Baron von Tollbooth & the Chrome Nun című albumot, majd megalapították a Jefferson Starship együttest.
1973 áprilisában jelent meg az együttes második koncertalbuma, a Thirty Seconds Over Winterland. Legtöbben a borítója miatt ismerik, melyen repülő kenyérpirítók láthatóak. Az együttes később pert indított a Berkeley Systems ellen, mivel a cég After Dark képernyővédő-csomagjában az egyik opció nagyon hasonlított a kenyérpirítós képre.
1974-ben jelent meg az Early Flight című album. Ezen korábban kiadatlan dalok, valamint a Mexico / Have You Seen the Saucers? kislemez kapott helyet. Az együttes ezután 15 évig nem jelentkezett hivatalos stúdióalbummal.

### Jefferson Starship / Starship

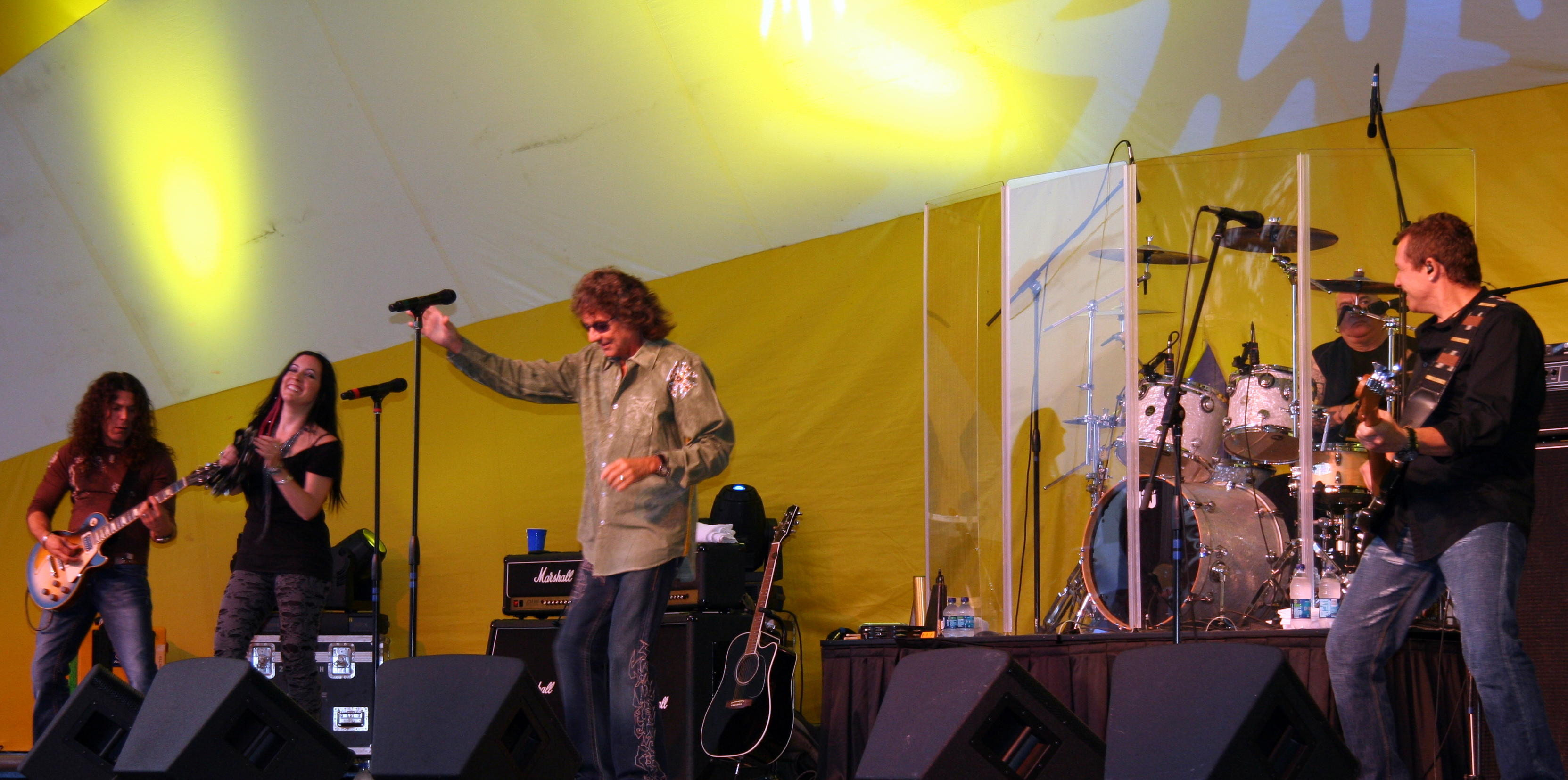
Starship (2010)

1974-ben, négy évvel a Blows Against the Empire után, a Dragon Fly című album és a Ride the Tiger című kislemez megjelenésével hivatalosan is megalakult a Jefferson Starship. Kantneren és Slicken kívül az együttesben Freiberg (basszusgitár, billentyűs hangszerek), Craig Chaquico (szólógitár), Pete Sears (basszusgitár, billentyűs hangszerek), John Barbata és Papa John Creach játszott.
Bár Balin énekelte az első albumon hallható Caroline című dalt, hivatalosan csak 1975-ben lett az együttes tagja. Vele jelentették meg a listavezető Red Octopust, az általa énekelt Miracles pedig a listák 3. helyét érte el. A Jefferson Starship 1974 és 1978 között négy albumot jelentetett meg és több slágere is volt, például a Count on Me, a With Your Love és a Runaway. 1978-ban Balin kivált az együttesből. 1981-ben jelentette meg első szólóalbumát, melyről két dal, a Hearts és az Atlanta Lady (Something About Your Love) a Top 40-be is bekerült.
Slick alkoholizmusa egyre nagyobb problémát jelentett, és 1978-ban, Nyugat-Németországban két botrányos koncerthez vezetett. Az első koncerten a rajongók dühükben felmásztak a színpadra, mert Slick nem jelent meg. A második koncerten Slick teljesen részeg volt, káromkodott és a dalokban szexuális célzásokat ejtett el. A közönséget arra emlékeztette, hogy országuk elvesztette a második világháborút (többször megkérdezte, hogy „Ki nyerte meg a háborút?”) és arra is utalt, hogy minden német felelős volt a háború borzalmaiért. A koncert után Kantner azonnal kirúgta Slicket az együttesből.
Az 1979-es Freedom at Point Zero című album megjelenésekor az együttes két új tagja Mickey Thomas énekes és Aynsley Dunbar dobos volt. Az új felállás több kislemeze, köztük a Jane című is előkelő helyezést ért el a slágerlistákon. 1981-ben Slick újra csatlakozott az együtteshez, a Modern Times című albumon pedig több dalban vokálozott és énekelt. 1984-ben, a Nuclear Furniture című album megjelenése után Kantner kilépett az együttesből. Freiberg tovább turnézott az együttessel, de röviddel a következő album, a Knee Deep in the Hoopla felvételének kezdete után ő is távozott.
Kantner pert indított, hogy volt zenésztársai ne használhassák a Jefferson Starship nevet. Később azonban elállt szándékától, Grace Slick és Bill Thompson pedig megkapta a név használatának jogát. Ők azonban ezt nem fogadták el, és az együttes új neve Starship lett. Kantnert 2008-ban beperelték, mert egy Microsoft-reklámban engedély nélkül használta a „Jefferson Starship” nevet. Az ügy egy egyezséggel ért véget, miszerint Kantnernek a név használatáért Slicknek és Thompsonnak kellett fizetnie.
Bár a kritikusok nem kedvelték a Starship könnyed, popos hangzását, az együttes mégis sikeres volt, a We Built This City és a Nothing’s Gonna Stop Us Now című dalok pedig listavezetők lettek. 1988-ban, a második album megjelenése után Slick otthagyta az együttest. A harmadik album után – a jegyeladások csökkenésére hivatkozva – Thompson 1990-ben feloszlatta a Starshipet. Mickey Thomas nem sokkal később újraindította az együttest, ami Starship featuring Mickey Thomas néven azóta is aktívan működik. Koncertjeiken a Starship és a Jefferson Starship vele felvett dalait játsszák. A közelmúltban csatlakozott az együtteshez Stephanie Calvert énekesnő. Calvert korábban a Las Vegas-i Love Shack együttes tagja volt, valamint kaszinókban és más helyeken lépett fel.

### Közös projektek és újraalakulás
A Jefferson Starship 1984-es feloszlása után 1985-ben Kantner Marty Balinnel és Jack Casadyvel megalapította a KBC Bandet. Egyetlen albumukat, a KBC Bandet 1986-ban adta ki az Arista Records. Az együttes tagja volt még Tim Gorman, aki a The Whoval játszott billentyűs hangszereken és Slick Aguilar gitáros, aki David Crosby együttesében játszott.
A KBC Band teremtette meg a lehetőséget a Jefferson Airplane újraalakulására. 1988. március 4-én, a Hot Tuna Fillmore-beli koncertjén Kantner és Papa John Creach mellett Grace Slick is fellépett. Ezután nem sokkal – Spencer Dryden kivételével – újraalakult az együttes klasszikus felállása. Új albumukat a Columbia Records adta ki 1989-ben, de csak mérsékelt sikert aratott, ám a turné sikeres volt. Az együttest több háttérzenész segítette, például Gorman, Peter Kaukonen és Randy Jackson gitárosok, valamint Kenny Aronoff dobos.
Az 1990-es évek elején Jefferson Starship – The Next Generation néven újjáéledt Jefferson Starship ma is aktívan működik. 1991-ben Kantner a Paul Kantner’s Wooden Ships akusztikus trióval indult turnéra, melyben rajta kívül Aguilar és Gorman játszott. Régi dalaik mellett újakat is előadtak, melyeket a közönség kedvezően fogadott. Az akusztikus együttes sikere nyomán Kantner újraalapította régi együttesét. Aguilar és Gorman mellett Jack Casady, Papa John Creach, Prairie Prince dobos és Darby Gould énekes volt az együttes tagja.
1993-ban – 15 év után – Marty Balin újra csatlakozott a Jefferson Starshiphez. 1994-ben, néhány héttel az európai turné után halt meg Papa John Creach. Ugyanekkor Darby Gould helyét egy fiatal énekesnő, Diana Mangano vette át. 1995-ben jelent meg a Deep Space/Virgin Sky, amit a hollywoodi House of Bluesban, a Papa John Creach emlékére rendezett koncerten vettek fel. Az albumra nyolc új és hét régi dal került fel, a Lawman, a Wooden Ships, a Somebody to Love és a White Rabbit című dalokat pedig Grace Slick énekelte. Az együttes 1999-es Windows of Heaven című albumán Slick az I’m on Fire című dalban vokálozott.
Az évtized végén Casady kilépett az együttesből és Jorma Kaukonennel újraalapította a Hot Tunát, Tim Gorman helyét pedig Chris Smith vette át. Balin 2003-ig volt az együttes tagja, de azután is szerepelt néhány koncerten. 2005-ben David Freiberg újra csatlakozott az együtteshez.
A Jefferson Starship ma is rendszeresen turnézik. 2008-ban Diana Mangano helyett Cathy Richardson lett az együttes énekesnője. Időnként vendégek is fellépnek velük, például Balin, Mangano, Darby Gould, Tim Gorman, Prairie Prince és Tom Constanten, a Grateful Dead korábbi billentyűse. 2007. június 30-án az NBC The Today Show című műsorában a Jefferson Starship három dalt adott elő. 2008. szeptember 2-án jelent meg az együttes Jefferson’s Tree of Liberty című albuma. A Maybe for You című dalban Jack Casady és Marty Balin is közreműködött, de ez már a Windows of Heaven németországi kiadásán is megjelent. Grace Slick az album utolsó – rejtett – dalában énekel.
Jorma Kaukonen szólóban turnézik, évente több mint 100 akusztikus koncertet ad szerte az országban. Néha Jack Casady is csatlakozik hozzá, akkor Hot Tunaként lépnek fel. Kaukonen dél-ohiói farmján gitártábort működtet, ahol saját fingerpicking technikáját is tanítja.
Grace Slick 1989-ben felhagyott a zenéléssel, azóta csak néhány alkalommal csatlakozott a Jefferson Starshiphez. Ezek közül a legfontosabb a Deep Space/Virgin Sky című album, valamint egy 2001. szeptember 11. utáni jótékonysági koncert, utolsó nyilvános fellépése. Slick Linda Perry 1996-os és a Jefferson Starship 1999-es albumán is énekelt. Somebody to Love? című önéletrajza 1998-ban jelent meg. Slick ma elismert festőművész, műveinek legfőbb ihletői híres rockzenészek és kedvenc regénye, az Alice Csodaországban.
2004-ben Marty Balin büszkeséggel szögezte le, hogy rengeteg kortársukkal ellentétben a Jefferson Airplane tagjai mind túlélték az 1960-as éveket. Az 1999. április 16-án elhunyt Skip Spence kivételével mindegyikük megérte a 21. század kezdetét. Az anyagi és egészségi problémákkal küzdő Spencer Dryden 2005. január 11-én vastagbélrákban hunyt el.

## Tagok
| 1965 nyara – 1965. október                                       | - Signe Toly Anderson – ének - Marty Balin – ének, ritmusgitár - Paul Kantner – ritmusgitár, ének - Jorma Kaukonen – szólógitár, ének - Bob Harvey – basszusgitár - Jerry Peloquin – dob, ütőhangszerek |
| 1965. október – 1966. március                                    | - Signe Toly Anderson – ének - Marty Balin – ének, ritmusgitár - Paul Kantner – ritmusgitár, ének - Jorma Kaukonen – szólógitár, ének - Jack Casady – basszusgitár - Skip Spence – dob, ütőhangszerek |
| 1966. március – 1966. október                                    | - Signe Toly Anderson – ének - Marty Balin – ének, ritmusgitár - Paul Kantner – ritmusgitár, ének - Jorma Kaukonen – szólógitár, ének - Jack Casady – basszusgitár - Spencer Dryden – dob, ütőhangszerek |
| 1966. október – 1970. február                                    | - Grace Slick – ének, zongora, orgona, furulya - Marty Balin – ének, ritmusgitár - Paul Kantner – ritmusgitár, ének - Jorma Kaukonen – szólógitár, ritmusgitár, ének - Jack Casady – basszusgitár, ritmusgitár - Spencer Dryden – dob, ütőhangszerek |
| 1970. február – 1970. október                                    | - Grace Slick – ének, billentyűs hangszerek - Marty Balin – ének - Paul Kantner – ritmusgitár, ének - Jorma Kaukonen – szólógitár, ének - Jack Casady – basszusgitár - Joey Covington – dob, ütőhangszerek |
| Paul Kantner/Jefferson Starship (1970): Blows Against the Empire | - Grace Slick – ének, billentyűs hangszerek - Paul Kantner – ritmusgitár, ének - Jack Casady – basszusgitár - Joey Covington – dob, ütőhangszerek - David Crosby – gitár, ének - Graham Nash – ének, ütőhangszerek - Jerry Garcia – gitár, bendzsó - Mickey Hart – dob, ütőhangszerek - Bill Kreutzmann – dob, ütőhangszerek - David Freiberg – ének - Peter Kaukonen – gitár - Harvey Brooks – basszusgitár - Phill Sawyer – hangeffektek |

| 1970. október – 1971. március        | - Grace Slick – ének, billentyűs hangszerek - Marty Balin – ének - Paul Kantner – ritmusgitár, ének - Jorma Kaukonen – szólógitár, ének - Jack Casady – basszusgitár - Joey Covington – dob, ütőhangszerek - Papa John Creach – elektromos hegedű |
| 1971. március – 1972                 | - Grace Slick – ének, billentyűs hangszerek - Paul Kantner – ritmusgitár, ének - Jorma Kaukonen – szólógitár, ének - Jack Casady – basszusgitár - Joey Covington – dob, ütőhangszerek - Papa John Creach – elektromos hegedű                      |
| 1972 eleje – 1972 közepe             | - Grace Slick – ének, billentyűs hangszerek - Paul Kantner – ritmusgitár, ének - Jorma Kaukonen – szólógitár, ének - Jack Casady – basszusgitár - John Barbata – dob, ütőhangszerek - Papa John Creach – elektromos hegedű                        |
| 1972 közepe – 1974                   | - Grace Slick – ének - Paul Kantner – ritmusgitár, ének - Jorma Kaukonen – szólógitár, ének - Jack Casady – basszusgitár - John Barbata – dob, ütőhangszerek - Papa John Creach – elektromos hegedű - David Freiberg – ének                       |
| Újraegyesülési turné és album (1989) | - Marty Balin – ének - Grace Slick – ének, billentyűs hangszerek - Paul Kantner – ritmusgitár, ének - Jorma Kaukonen – szólógitár, ének - Jack Casady – basszusgitár                                                                              |

## Diszkográfia
- Jefferson Airplane Takes Off (1966)
- Surrealistic Pillow (1967)
- After Bathing at Baxter’s (1967)
- Crown of Creation (1968)
- Bless Its Pointed Little Head (1969)
- Volunteers (1969)
- The Worst of Jefferson Airplane (1970)
- Bark (1971)
- Long John Silver (1972)
- Thirty Seconds Over Winterland (1973)
- Early Flight (1974)
- Jefferson Airplane (1989)

### Hivatalos honlapok
- A Jefferson Airplane hivatalos honlapja
- A Kantner-féle Jefferson Starship hivatalos honlapja
- Mickey Thomas és a Starship hivatalos honlapja

### Elemzések
- A Jefferson Airplane a Rolling Stone honlapján
- A Jefferson Airplane az Allmusic.com-on
- A Jefferson Starship a Rolling Stone honlapján
- Got a Revolution! – Jeff Tamarkin könyve a Jefferson Airplane-ről
- Take Me to a Circus Tent – Craig Fenton könyve a Jefferson Airplane-ről

### Rajongói honlapok
- Holding Together Magazine – A Jefferson Airplane és más nyugati parti együttesek rajongói lapja
- Grace Slick festményei a Front Row Gallery honlapján

### Egyéb
- A Starship nem hivatalos honlapja (angol nyelven), 2002. augusztus 25. [2007. november 30-i dátummal az [ eredetiből] archiválva]. (Hozzáférés: 2009. augusztus 25.)
- Grace Slick rövid életrajza a Limelight Agency honlapján
- A Passzio.hu cikke a Jefferson Airplane-ről